# Cherokee (California)
Cherokee es un lugar designado por el censo ubicado en el condado de Butte en el estado estadounidense de California. En el año 2010 tenía una población de 69 habitantes.

## Geografía
Cherokee se encuentra ubicado en las coordenadas 39°38′47″N 121°32′14″O / 39.64639, -121.53722.